# 양산 진씨
양산 진씨(梁山陳氏)는 양산현을 본관으로 하는 한국의 성씨이다.
진보재(陳普才)는 본래 원나라 사람으로, 그의 손자 진리(陳理)가 고려에 들어와 고려 공민왕으로부터 평한군에 봉해지며 고려에 정착했다. 이후 그의 후손들은 진보재의 고향인 양산을 본관으로 삼았다.

## 같이 보기
- 진한 (중국)

## 참고 자료
- 김광림 (2014). “A Comparison of the Korean and Japanese Approaches to Foreign Family Names” (PDF). 《Journal of cultural interaction in East Asia》 (영어) (東アジア文化交渉学会). 20면. 2016년 3월 27일에 원본 문서 (PDF)에서 보존된 문서.
- “진리(陳理)”. 《韓国学中央研究院》. 2022년 11월 30일에 원본 문서에서 보존된 문서.